# Karakoram (filme)
Karakoram é o filme que Marcel Ichac trouxe da expedição ao Karakoram em 1936 e que ficou como um grande clássico do cinema de montanha. Feito raro, o filme foi remontado em 1986  pelo próprio realizador aquando da celebração do cinquentenário da expedição.

## Sinopse
História da ascensão da primeira expedição francesa ao Karakoram que teve lugar em 1936  e foi dirigida por Raymond Leininger. Depois de uma longa marcha de chegada através de regiões quase desérticas, e depois do imenso glaciar do Baltoro, a caravana com 700 carregadores chegam ao supé do Hidden Peak, uma das montanhas com mais de oito mil metros de altitude, mas não atingem o cume por causa da chegada imprevista da monção.
A expedição foi dirigida por Raymond Leininger e era composta por Henry de Ségogne, Jean Charignon, Pierre Allain, Jean Carle, Jean Deudon, Marcel Ichac (que a filmou), Louis Neltner, Jacques Azémar e o médico Jean Arlaud.

## Distinções
O filme ganhou o Leão de prata no Festival Internacional de Cinema de Veneza de 1937.